# Emil J. Walter
Emil Jakob Walter (Winterthur, 13 de dezembro de 1897 — Zurique, 10 de março de 1984) foi um sociólogo e escritor suíço.

## Biografia
Walter era filho do grütliano Emil Walter e da feminista e sindicalista Marie Hüni. De 1916 a 1921 estudou química na Universidade de Zurique. Em 1923 casou-se com Alexandra Kraus. Em 1924 fez doutoramento (Dr. phil.). Começou a trabalhar como químico na empresa Aluminium Industrie Aktien Gesellschaft no vilarejo de Chippis. Em 1929 casou-se com Rosa Marie Pohl. De 1930 até 1958 trabalhou como docente de química e física na Escola de ensino técnico de Zurique.
De 1934 a 1962 Walter era membro social-demócrata do governo da cidade de Zurique. Em 1941 casou-se Annemarie Locher.
Em 1949 tornou-se livre-docente de história da ciência na Universidade de Zurique. Em 1951 tornou-se docente na então Alta escola de comércio de São Galo (hoje Universidade de São Galo, e de 1957 a 1968 foi Professor extraordinário de sociologia na mesma instituição. Partindo de um positivismo rígido, Walter tentou aplicar os métodos das ciências naturais a problemas sociológicos e psicológicos.“
Além de suas monografias de renome internacional, Walter escreveu durante décadas para jornais e revistas. Muitos de seus artigos apareceram na revista quadrimestral da Sociedade de Ciências Naturais de Zurique, na revista de filosofia da ciência Synthese e na revista social-demócrata Profil: sozialdemokratische Zeitschrift für Politik, Wirtschaft und Kultur. Walter ocupou-se também de temas de ciência natural de relevância política (p. ex. o aquecimento global).

## Obra (seleção)[5]

### Obras sociológicas principais
- Psychologische Grundlagen der geschichtlichen und sozialen Entwicklung. Vol. 2 da Biblioteca Internacional de Psicologia e Sociologia, Zurique 1947.[6]
- Soziale Grundlagen der Entwicklung der Naturwissenschaften im alten Zürich. Zurique 1948.
- Soziale Grundlagen der Entwicklung der Naturwissenschaften in der alten Schweiz. Berna 1958.[7]
- Soziologie der alten Eidgenossenschaft: Eine Analyse ihrer Sozial- und Berufsstruktur von der Reformation bis zur französischen Revolution. Berna 1966.[8]
- «Tiefenpsychologie, Ethnologie und Soziologie» e «Logische und mathematische Probleme der Soziologie». In: Wörterbuch der Soziologie, Estugarda 1959.
- Colaborador da Internationales Soziologen-Lexikon (1ª edição), Estugarda 1959.

### Obras não-sociológicas
- «Erforschte Welt» (Die wichtigsten Ergebnisse der naturwissenschaftlichen Forschung). Segunda edição 1953.[9]
- Com Ernst Boller e Donald Brinkmann: Einführung in die Farbenlehre. Berna 1947.
- Unser naturwissenschaftliches Weltbild: Sein Werden vom Altertum bis zur Gegenwart. Zurique 1938.

## Literatura secundária
- Richard Lienhard: Salut für Emil J. Walter. In: Profil: sozialdemokratische Zeitschrift für Politik, Wirtschaft und Kultur, vol. 57, 1978, n. 1, p. 23–26.
- Wilhelm Bernsdorf, Horst Knospe (org.): Internationales Soziologenlexikon. Vol. 2, 1984, p. 907s.